# Église Saint-Hilaire de Limeyrat
L'église Saint-Hilaire est une église catholique située à Limeyrat, en France.
Elle fait l'objet d'une protection au titre des monuments historiques.

## Localisation
L'église Saint-Hilaire est située en Périgord central, dans le département de la Dordogne, à l'extrême nord-est du village de Limeyrat.

## Historique
Sa construction en style roman remonte à la fin du XIe ou au début du XIIe siècle. Il en subsiste le chœur. Le clocher-mur et la nef, plus tardifs, datent probablement de la fin du XVIe siècle.

## Protection
Le chœur est classé le 10 février 1903 au titre des monuments historiques et le reste de l'église est entièrement inscrit le 21 février 2006.

## Vitraux
Les vitraux sont réalisés par Gustave Pierre Dagrant, en 1911.

## Galerie de photos

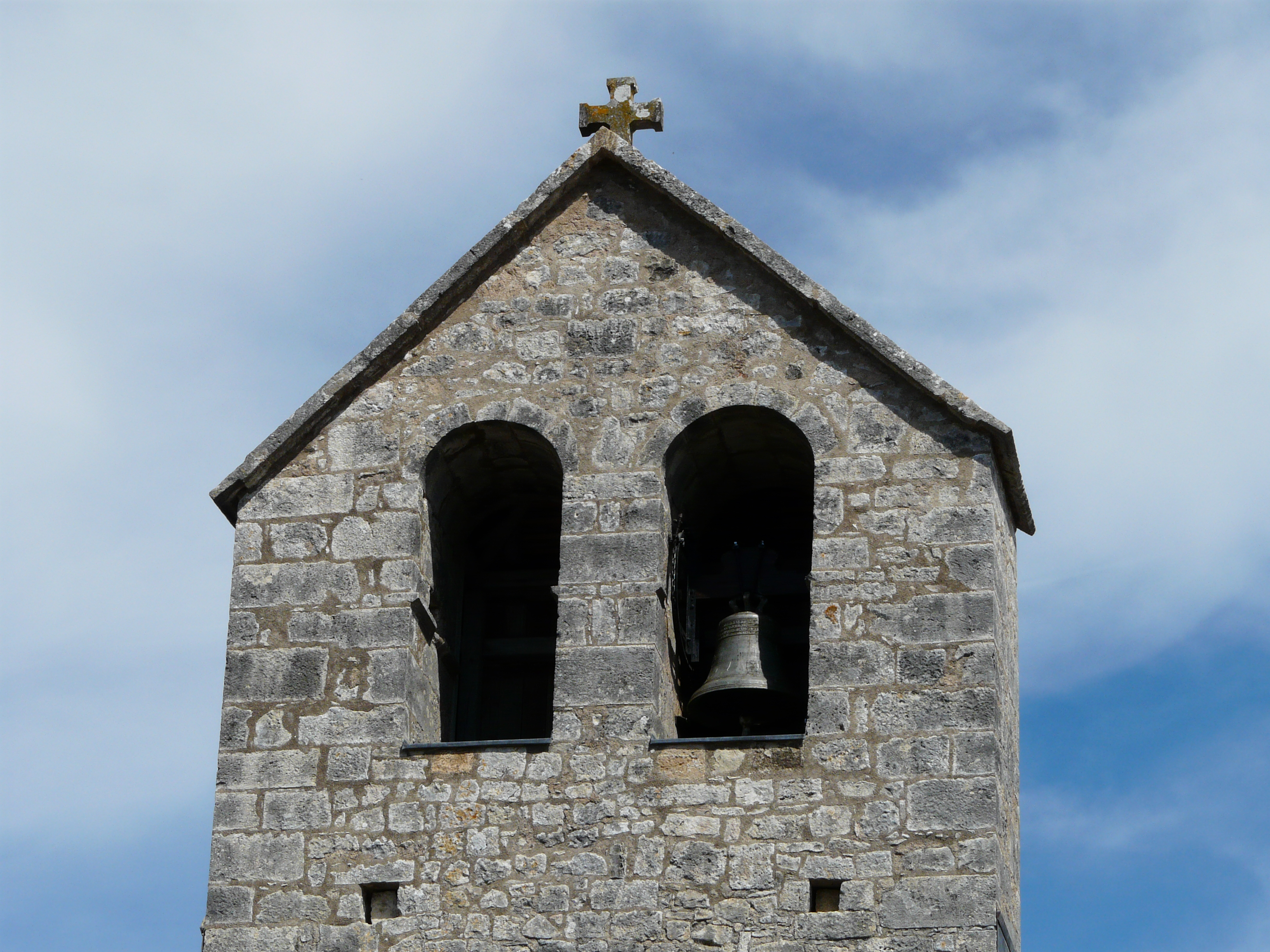
Le clocher-mur.
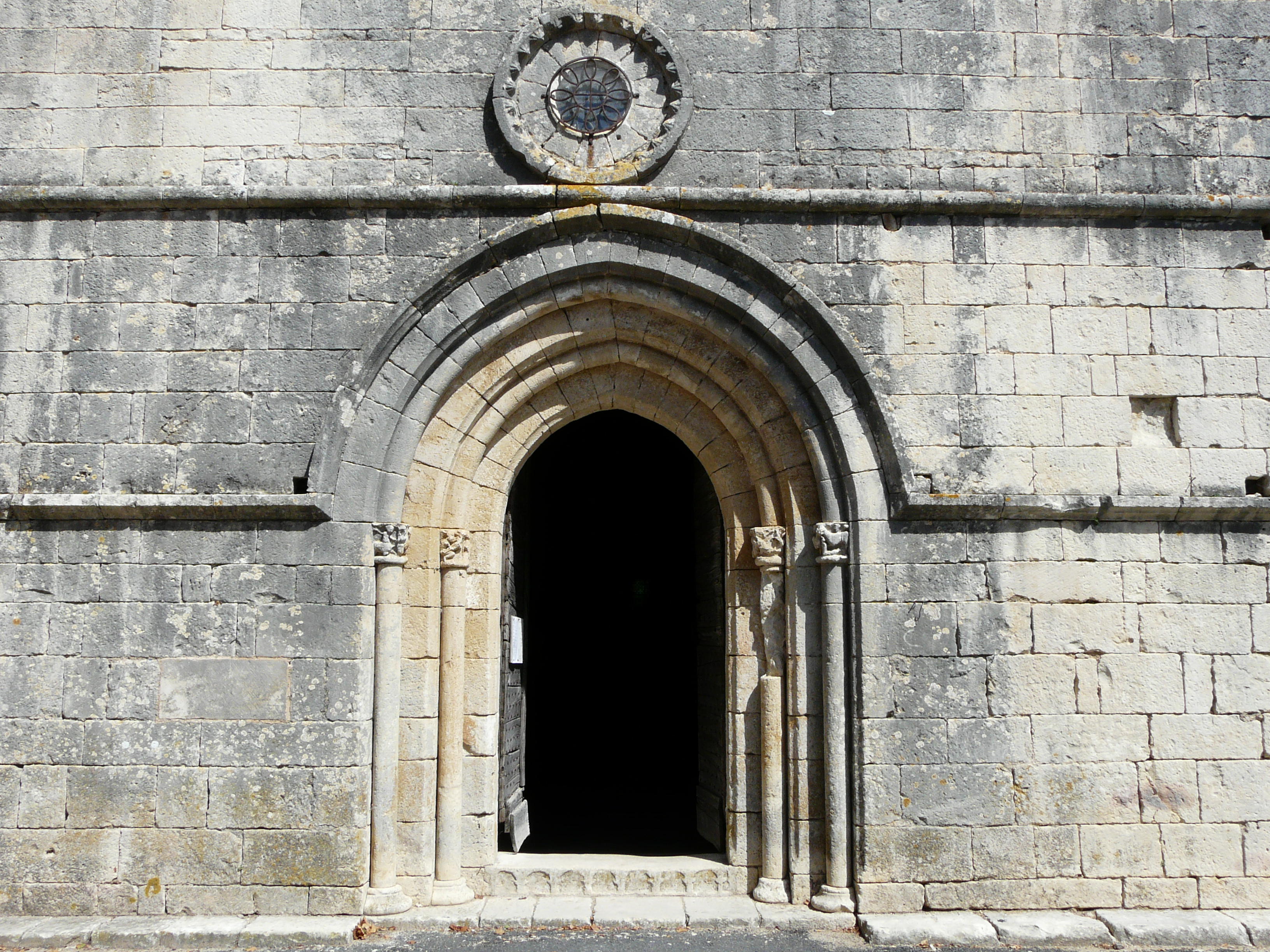
Le portail.
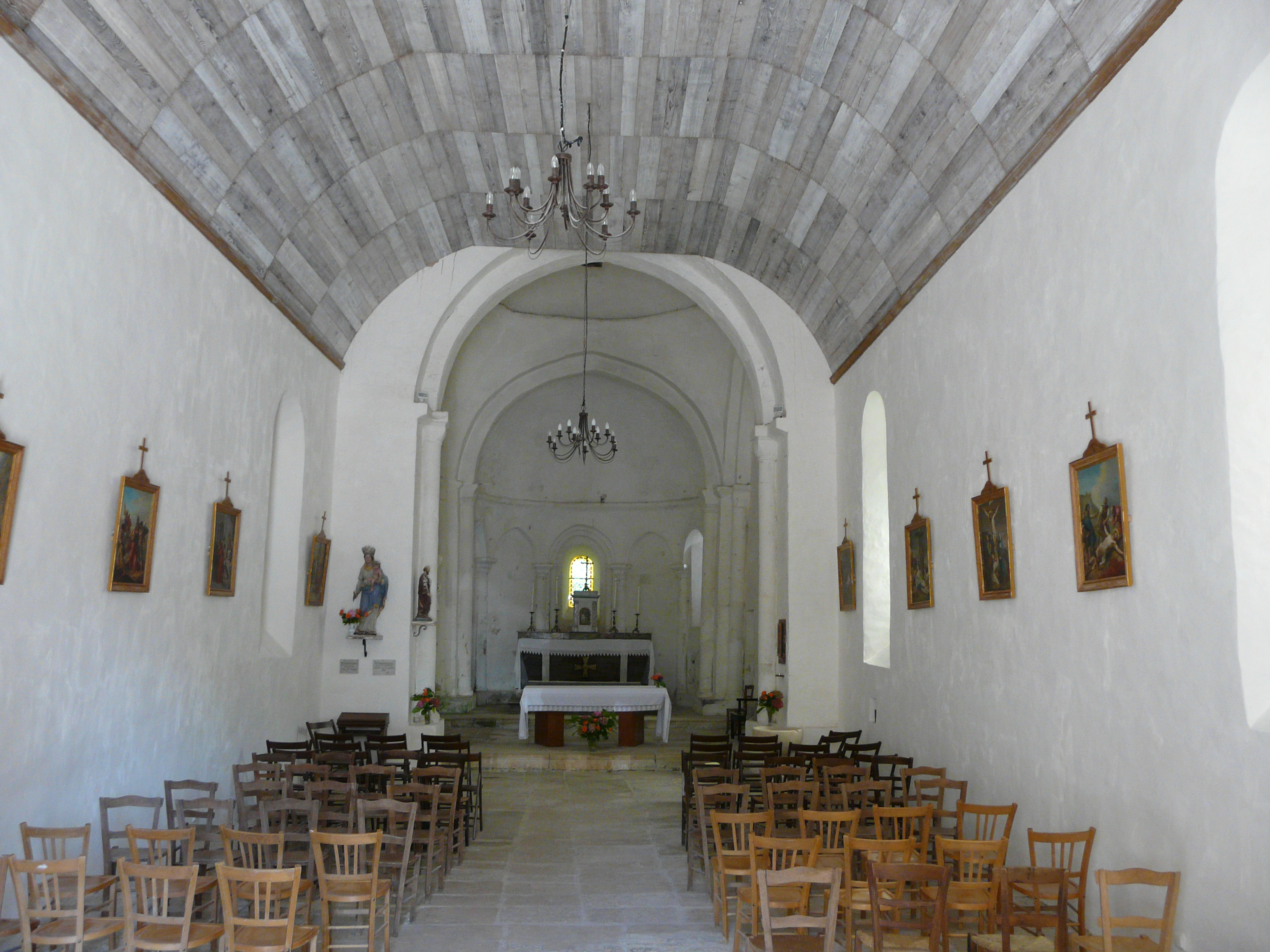
La nef.
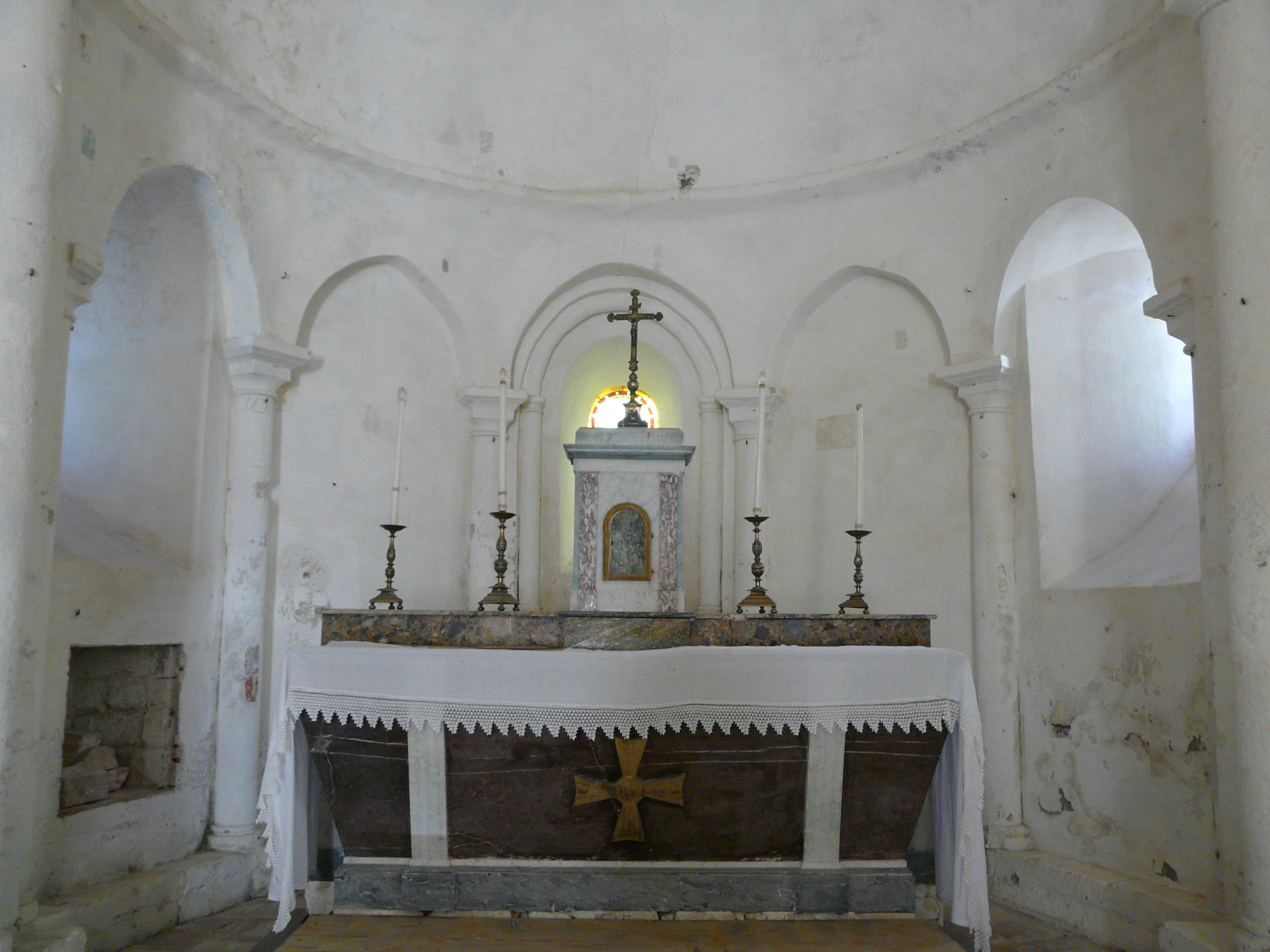
Le chœur.
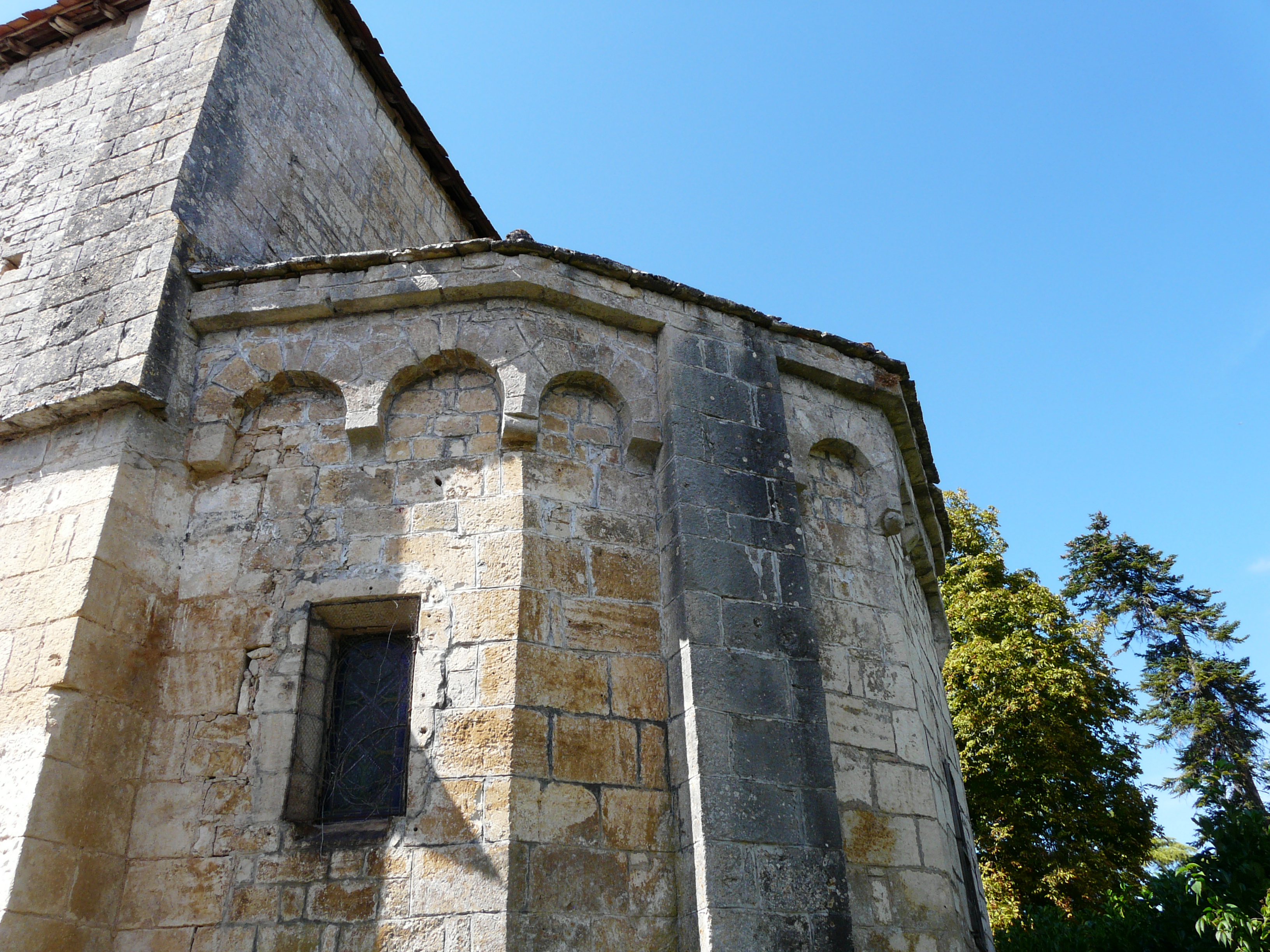
L'abside.